# SHIHO (가수)
시호(SHIHO, しほ)는 일본의 가수로, I've Sound의 참여 가수이다. 2000년 발표한 「Days of promise」로 아이브에 참가했다.(레코딩은 「PREY -Remix-」가 처음.) 그러다가 2006년 3월 자신의 음악 활동을 하기 위해 남동생이 차린 회사 STARAVID로 가면서 아이브를 졸업.

## 프로필
- 생년월일 : 12월 16일
- 별자리 : 궁수자리
- 혈액형 : B형
- 신장 : 161cm
- 취미 : 노래하는 것, 춤추는 것, 스포츠 전반, 먹는 것
- 특기 : 어디에서라도 잘 수 있다, 뭐든지 먹을 수 있다, 인생 상담을 할 수 있다.
- 좋아하는 음식 : 흰 밥, 유제품, 초콜릿
- 싫어하는 음식 : 수박, 멜론 등 오이계 전반

## 음반

### 싱글
1. Be myself
2. CHAIN OF SOUL

### 앨범
1. Divarats
2. Improver

### 리믹스 앨범
- Divarats Extension

## 노래들

### 솔로

#### 시호
- Belvedia
- Belvedia -Remix-
- birthday eve
- CAVE -Remix-
- Days of promise
- Ever stay snow
- Ever stay snow 2.0
- Ever stay snow “Mixed up C.G mix Style”
- Fortress -D.F Style-
- FUCK ME -Radio Activity Mix-
- Kiss the Future
- PREY -Remix-
- sensitive2001 -Remix-
- World meets worlds
- いっしょにね ~幸せのある場所~
- 靑く、果てなく
- strange woman
- persuasion
- FOLKLET
- 空の花
- 心の聲が屆く場所
- 始まりの雪

#### SHIFON T.
- PLANET EARTH
- RELAX

### 유닛

#### I've Special Unit
- Fair Heaven
- See You ~小さな永遠~ -P.V ver.-